# Gildart Jackson
Gildart Jackson (Londra, 5 luglio 1969) è un attore e scrittore inglese.

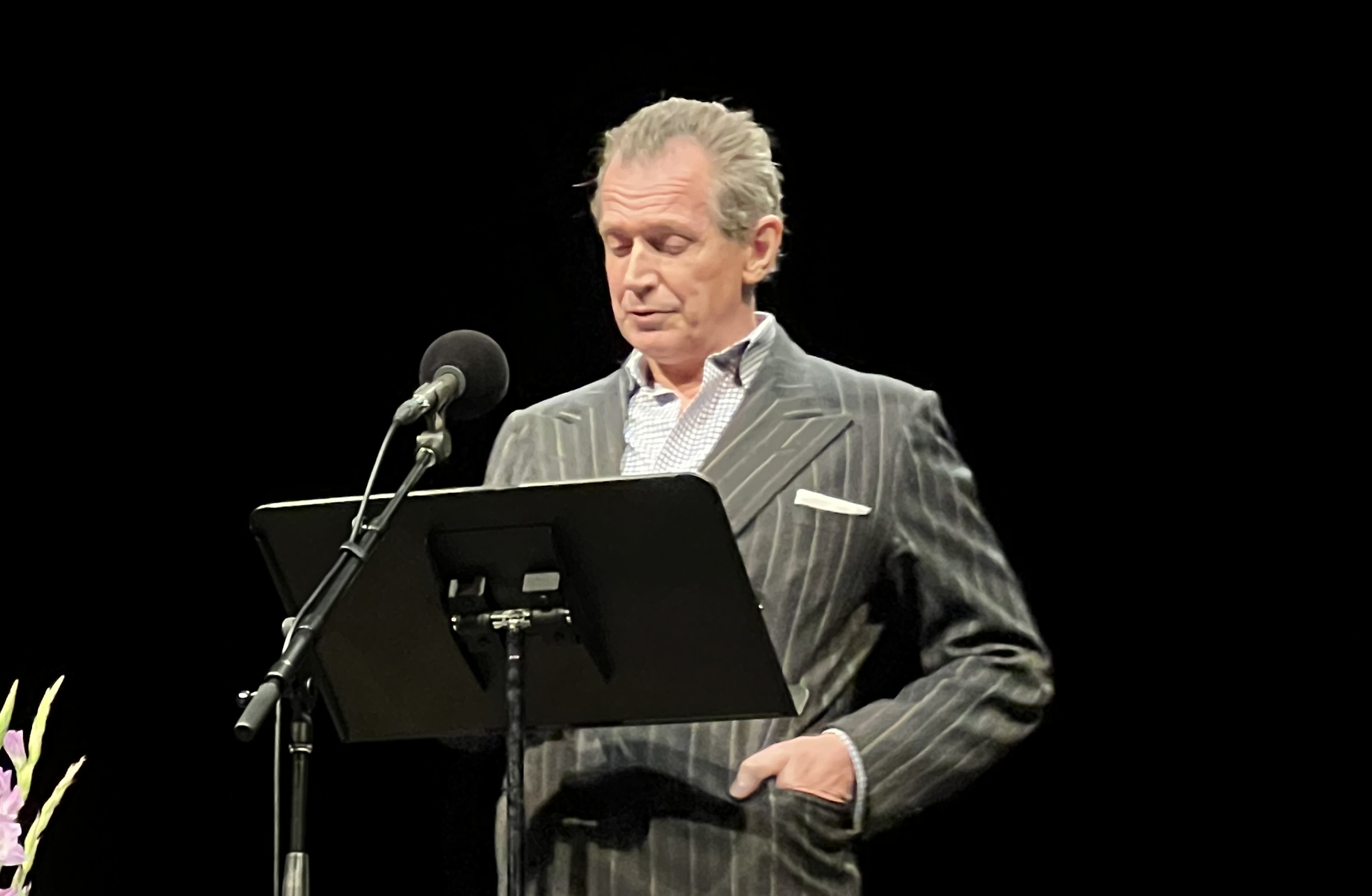

Nato il 13 luglio, è ben noto per aver interpretato Gideon in Streghe e Giles il maggiordomo nella serie televisiva reality del 2013 Whodunnit?.

## Carriera
Interpretò un anziano dirigente scolastico della scuola di magia di nome Gideon nella serie TV Streghe.
Il suo personaggio è noto per la sua doppiezza del Charmed Ones che tenta di uccidere il figlio di Piper Halliwell, Wyatt a causa dei suoi poteri.
Jackson comparve nelle soap opera Febbre d'amore e General Hospital.
Nel 2013, comparve come attore ospite nella serie TV Supernatural, nona stagione.
In 2015, Jackson partecipò alla produzione teatrale di Class di Charles Evered al Falcon Theatre a Burbank, California.
In 2016, Jackson partecipò a una produzione teatrale di una versione ridotta de La tempesta di William Shakespeare presso l'Odyssey Theatre di Los Angeles.
Dal 2013, Jackson ha fornito la sua voce al personaggio del titolo per le serie di romanzi Alex Verus, di Benedict Jacka. È la voce narrante di oltre 300 audiolibri.
Nel 2020, Jackson creò un canale YouTube dal titolo Fireside Reading with Gildart Jackson, nel quale egli dà una completa e integrale lettura della letteratura classica. Tali titoli comprendono Grandi speranze, Il mastino dei Baskerville, Orgoglio e pregiudizio, Frankenstein, I trentanove scalini, Il vento tra i salici, Dracula, Cime tempestose, Moby Dick, Anna dai capelli rossi e David Copperfield.

## Vita privata
Jackson è sposato con Melora Hardin dal 1997. Essi hanno due figlie, Rory (nata nel 2001) e Piper (nata nel 2005).

## Filmografia

### Film
| Anno | Titolo                              | Ruolo                              | Note                     |
| ---- | ----------------------------------- | ---------------------------------- | ------------------------ |
| 1999 | The Big Brass Ring                  | Thad Cottrell IV                   |                          |
| 2002 | Hot Rush                            | Alex                               | Film breve               |
| 2003 | Easy                                | Paul                               |                          |
| 2004 | Leave No Trace                      | Jess Dean                          |                          |
| 2009 | You                                 | Rawdon                             | sceneggiatore/produttore |
| 2009 | The Tub                             |                                    | Film breve               |
| 2010 | Asleep with the Angels              | Manfred                            | Film breve               |
| 2011 | This Is Not an Umbrella             | Benjamin Vrijenboch                | Film breve               |
| 2011 | Red-Handed                          |                                    | Film breve               |
| 2012 | Zombie Hamlet                       | Professore Reginald Wellington III |                          |
| 2012 | Atlas Shrugged: Part II             | Gilbert Keith-Worthing             |                          |
| 2012 | A Helping Hand                      | Roy                                | Film breve               |
| 2013 | Monstrum                            | Librarian                          | Film breve               |
| 2015 | Deadly Pursuit                      | Victor                             | Film breve               |
| 2015 | Hershel and the Hanukkah Goblins    |                                    | Film breve               |
| 2017 | Gobi: A Little Dog with a Big Heart | Narratore                          | Film breve               |

### Televisione
| Anno      | Titolo                              | Ruolo                       | Note                                                                |
| --------- | ----------------------------------- | --------------------------- | ------------------------------------------------------------------- |
| 1995      | Street Sharks                       | –                           | Serie 3, Episodio 4: "First Shark"; scrittore                       |
| 1995–96   | Action Man                          | –                           | 4 episodi; scrittore                                                |
| 1995      | Larsens of Las Vegas                |                             | Film televisivo                                                     |
| 1997      | Extreme Dinosaurs                   | –                           | 3 episodi; scrittore                                                |
| 1999–01   | General Hospital                    | Simon Prentiss              |                                                                     |
| 2000      | V.I.P.                              | Auctioneer                  | Serie 2, Episodio 11: "Dangerous Beauty"                            |
| 2000      | Early Edition                       | Man in the Hat / Examinator | Serie 4, Episodio 14: "Performance Anxiety"                         |
| 2001      | Cover Me                            | Dr. Harold Bentley          | Serie 1, Episodio 19: "Borderline Normal"                           |
| 2001      | When Billie Beat Bobby              | English Bobby               | Film televisivo                                                     |
| 2001      | Sherlock Holmes in the 22nd Century |                             | Serie 2, Episodio 8: "The Adventure of the Mazarin Chip"; scrittore |
| 2001–02   | Hellsing                            | Chris Pickman               | 2 episodi; voce                                                     |
| 2002      | Judging Amy                         |                             | Serie 3, Episodio 22: "Boston Terriers from France"                 |
| 2002      | Providence                          | Jackson Palmer              | 5 episodi                                                           |
| 2002      | Boomtown                            | Ivan Vronski                | Serie 1, Episodio 2: "Possession"                                   |
| 2002      | The Big Time                        | Clive                       | Film televisivo                                                     |
| 2002      | John Doe                            | Inspector Tate Garrison     | Serie 1, Episodio 9: "Manifest Destiny"                             |
| 2003      | Las Vegas                           | King Arthur / Arden King    | Serie 1, Episodio 2: "What Happens in Vegas Stays in Vegas"         |
| 2003      | CSI: Crime Scene Investigation      | Oliver Micelli              | Serie 4, Episodio 8: "After the Show"                               |
| 2004      | Streghe                             | Gideon                      | 7 episodi                                                           |
| 2004      | Stargate: Atlantis                  | Janus                       | Serie 1, Episodio 14: "Before I Sleep"                              |
| 2005      | Untold Stories of the E.R.          |                             | Series 1, Episode 10: "Call the Code"; scrittore                    |
| 2005      | Franklin Charter                    | Piston                      | Film televisivo                                                     |
| 2006–11   | Hellsing Ultimate                   | The Major / Vari personaggi | Voce                                                                |
| 2009      | The Suite Life on Deck              | James Smith                 | Serie 2, Episodio 1: "The Spy Who Shoved Me"                        |
| 2010      | Hannah Montana                      | Quinn                       | Serie 4, Episodio 8: "Hannah's Gonna Get This"                      |
| 2013      | Whodunnit?                          | Giles the Butler            |                                                                     |
| 2013      | Burn Notice                         | Barton                      | Serie 7, Episodio 8: "Nature of the Beast"                          |
| 2013      | Supernatural                        | James Haggerty              | Serie 9, Episodio 4: "Slumber Party"                                |
| 2014      | The Young and the Restless          | Dr. Jorgensen               | 3 episodi                                                           |
| 2017      | Feud                                | Maitre d'                   | Serie 1, Episodio 4: "More, or Less"                                |
| 2017–2021 | The Bold Type                       | Ian Carlyle                 | 12 episodi                                                          |
| 2018      | Home Invaders                       | Professor Marcus            | Film televisivo                                                     |
| 2020      | Castlevania                         | FlysEyes                    | Voce                                                                |

### Videogiochi
| Anno | Titolo                                        | Ruolo             | Note          |
| ---- | --------------------------------------------- | ----------------- | ------------- |
| 2011 | Star Wars: The Old Republic                   | Servant One       | Ruolo di Voce |
| 2014 | Star Wars: The Old Republic – Shadow of Revan | Voci aggiuntive   |               |
| 2019 | Star Wars: The Old Republic – Onslaught       | Voci aggiuntive   |               |
| 2022 | Gotham Knights                                | Alfred Pennyworth | Ruolo di Voce |

## Doppiatori italiani
Nelle versioni in italiano delle opere in cui ha recitato, Gildart Jackson è stato doppiato da:
- Ambrogio Colombo in Streghe, Hannah Montana
- Fabrizio Manfredi in Zack e Cody sul ponte di comando
- Enrico Di Troia in Supernatural
- Massimo Rossi in NCIS: Los Angeles

Da doppiatore è stato sostituito da:
- Mario Cei in Castlevania
- Marco Balbi in Gotham Knights